# Evermore (Band)
Evermore ist eine neuseeländisch-australische Pop-Rock-Band, die 1999 von drei Brüdern in Feilding/Neuseeland gegründet wurde und sowohl dort wie auch zeitweise in Sydney sowie Melbourne/Australien beheimatet ist. Einer der Brüder wurde in Australien geboren, die beiden anderen in Neuseeland.

## Geschichte
Die Band wurde bereits mit ihrem Debütalbum bekannt und ihre Alben und Singles erreichten mehrmals die Spitzen der Charts in Australien und Neuseeland. Im Sommer 2009 tourten Evermore mit Pink auf der Funhouse-Tour als Vorband durch Australien sowie von Oktober bis Dezember quer durch Europa.
Der Song Falling Away von Hugh Wilson, der seit 2006 Verwendung im TV-Werbespot der Softdrink-Marke Sprite findet, wird häufig fälschlicherweise der Band Evermore zugeschrieben.

## Diskografie

### Studioalben
| Jahr | Titel                                   | Höchstplatzierung, Gesamtwochen, AuszeichnungChartplatzierungen (Jahr, Titel, Platzierungen, Wochen, Auszeichnungen, Anmerkungen) | Höchstplatzierung, Gesamtwochen, AuszeichnungChartplatzierungen (Jahr, Titel, Platzierungen, Wochen, Auszeichnungen, Anmerkungen) | Anmerkungen                        |
| Jahr | Titel                                   | AU | NZ | Anmerkungen                        |
| ---- | --------------------------------------- | --- | --- | ---------------------------------- |
| 2004 | Dreams                                  | AU15 Platin · (34 Wo.)AU | NZ30 (1 Wo.)NZ |                                    |
| 2006 | Real Life                               | AU5 ×2Doppelplatin · (39 Wo.)AU                                                                                                   | NZ2 Platin · (44 Wo.)NZ | Erstveröffentlichung: 8. Juli 2006 |
| 2009 | Truth of the World: Welcome to the Show | AU14 (7 Wo.)AU | NZ5 (7 Wo.)NZ |                                    |
| 2012 | Follow the Sun                          | AU40 (1 Wo.)AU | NZ22 (3 Wo.)NZ |                                    |

### Kompilationen
| Jahr | Titel                    | Höchstplatzierung, Gesamtwochen, AuszeichnungChartplatzierungen (Jahr, Titel, Platzierungen, Wochen, Auszeichnungen, Anmerkungen) | Höchstplatzierung, Gesamtwochen, AuszeichnungChartplatzierungen (Jahr, Titel, Platzierungen, Wochen, Auszeichnungen, Anmerkungen) | Anmerkungen |
| Jahr | Titel                    | AU | NZ | Anmerkungen |
| ---- | ------------------------ | --- | --- | ----------- |
| 2007 | From Dreams to Real Life | — | NZ11 (10 Wo.)NZ |             |
| 2010 | Evermore                 | AU30 (4 Wo.)AU | NZ22 (3 Wo.)NZ |             |

### EPs
| Jahr | Titel          | Höchstplatzierung, Gesamtwochen, AuszeichnungChartplatzierungen (Jahr, Titel, Platzierungen, Wochen, Auszeichnungen, Anmerkungen) | Höchstplatzierung, Gesamtwochen, AuszeichnungChartplatzierungen (Jahr, Titel, Platzierungen, Wochen, Auszeichnungen, Anmerkungen) | Anmerkungen |
| Jahr | Titel          | AU | NZ | Anmerkungen |
| ---- | -------------- | --- | --- | ----------- |
| 2003 | Oil & Water EP | — | NZ23 (4 Wo.)NZ |             |

Weitere EPs
- 2003: My Own Way EP
- 2005: Come to Nothing
- 2005: Lakeside Sessions Vol.1 EP
- 2007: The Great Unknown EP
- 2007: Live at the Playroom

### Singles
| Jahr | Titel                                                                                | Höchstplatzierung, Gesamtwochen, AuszeichnungChartplatzierungen (Jahr, Titel, Platzierungen, Wochen, Auszeichnungen, Anmerkungen) | Höchstplatzierung, Gesamtwochen, AuszeichnungChartplatzierungen (Jahr, Titel, Platzierungen, Wochen, Auszeichnungen, Anmerkungen) | Anmerkungen                            |
| Jahr | Titel                                                                                | AU | NZ | Anmerkungen                            |
| ---- | ------------------------------------------------------------------------------------ | --- | --- | -------------------------------------- |
| 2004 | It’s Too Late Dreams                                                                 | AU16 (24 Wo.)AU | — | Erstveröffentlichung: 2. August 2004   |
| 2005 | For One Day Dreams                                                                   | AU25 (6 Wo.)AU | — | Erstveröffentlichung: 14. Februar 2005 |
| 2006 | Running Real Life                                                                    | AU5 (29 Wo.)AU | NZ4 (20 Wo.)NZ | Erstveröffentlichung: 3. Juni 2006     |
| 2006 | Light Surrounding You Real Life                                                      | AU1 Platin · (31 Wo.)AU | NZ15 (19 Wo.)NZ | Erstveröffentlichung: 14. Oktober 2006 |
| 2007 | Unbreakable Real Life                                                                | — | NZ28 (3 Wo.)NZ |                                        |
| 2007 | Never Let You Go Real Life                                                           | AU29 (6 Wo.)AU | — | Erstveröffentlichung: 16. Mai 2007     |
| 2009 | Hey Boys and Girls (Truth of the World pt.2) Truth of the World: Welcome to the Show | AU4 Platin · (16 Wo.)AU | NZ5 (15 Wo.)NZ | Erstveröffentlichung: 3. Februar 2009  |

Weitere Singles
- 2002: Slipping Away
- 2005: Come to Nothing
- 2006: It’s Too Late (Dirty South vs. Evermore)
- 2008: Between the Lines
- 2009: Can You Hear Me?
- 2010: Underground
- 2012: Follow the Sun
- 2013: Hero
- 2013: One Love